# Delphine de Vigan
Pour les articles homonymes, voir Vigan.
Delphine de Vigan est une romancière, scénariste et réalisatrice française, née le 1er mars 1966 à Boulogne-Billancourt.
Un de ses premiers romans, No et moi, publié en 2007, a reçu le prix des libraires. Son œuvre comprend aussi notamment le roman D’après une histoire vraie, couronné en 2015 par le prix Renaudot et par le prix Goncourt des lycéens.

## Biographie

### Origines, enfance et famille
Delphine de Vigan naît le 1er mars 1966 à Boulogne-Billancourt, dans le département des Hauts-de-Seine.
Ses parents s'étant séparés quand elle était encore très jeune, elle grandit avec sa sœur cadette chez sa mère. Nommée Priscille Pierret (Lucile Poirier dans Rien ne s'oppose à la nuit), celle-ci pose pour des campagnes de publicité. Souffrant de troubles bipolaires, elle est hospitalisée en psychiatrie alors que Delphine de Vigan est en troisième année de lycée. Les deux jeunes adolescentes déménagent alors en Normandie pour vivre chez leur père[source insuffisante]. Leur mère se suicide en 2008.
Son grand-père, Jean Pierret (Georges Poirier dans Rien ne s'oppose à la nuit), est publicitaire.

### Études et parcours professionnel
Delphine de Vigan saute plusieurs classes lors de son parcours scolaire et obtient son baccalauréat en 1983, au lycée Massena à Nice dans les Alpes Maritimes selon ses déclarations, puis en 1986 un diplôme universitaire de technologie en information-communication. Après deux années de prépa (hypokhâgne au lycée Fénelon à Paris), elle passe le concours de Normale Sup, dans un état physique grave car elle souffre d'anorexie ; elle est néanmoins sous-admissible. Elle est ensuite hospitalisée pendant six mois.
Après cinq ans de travail dans une société d'études, elle reprend ses études avec une licence et une maîtrise en communication et ressources humaines au CELSA[source insuffisante]. Elle est directrice d’études dans un institut de sondages à partir du milieu des années 1990.
Elle vit de sa plume depuis 2007.

### Parcours littéraire
Delphine de Vigan déclare lors d'un entretien à un hebdomadaire allemand en 2016 que c'est la maladie de sa mère qui l'a conduite à se mettre à l'écriture, pour se raccrocher à sa propre réalité,.
Sous le pseudonyme de Lou Delvig, elle écrit son premier roman, qu'elle qualifie de « fiction autobiographique » : Jours sans faim (2001),,, qui raconte le combat d’une jeune femme contre l’anorexie mentale, sujet qui l'a personnellement concernée. Un recueil de nouvelles, Les Jolis Garçons, et un second roman, Un soir de décembre, suivent en 2005, publiés sous son vrai nom puis le livre No et moi en 2007.
En août 2008 paraît son roman Sous le manteau, qui présente des cartes postales érotiques du XXe siècle. La même année, Delphine de Vigan se distingue avec No et moi, qui reçoit le prix des libraires l'année suivante et est adapté au cinéma par Zabou Breitman. Dans Les Heures souterraines, publié en 2009 et nommé au Goncourt, elle dénonce le harcèlement moral dans le monde du travail. Pour ce roman, elle reçoit le prix du roman d'entreprise 2009 ainsi que le prix des lecteurs de Corse 2010.
En 2011 paraît Rien ne s’oppose à la nuit, lui aussi en lice pour le Goncourt, qui évoque les souffrances de sa mère atteinte de troubles bipolaires. Elle obtient pour ce livre le prix du roman Fnac, le grand prix des lectrices de Elle, le prix Roman France Télévisions et le prix Renaudot des lycéens. Cette même année, elle signe avec Gilles Legrand le scénario du film Tu seras mon fils.
En 2013, elle réalise un film, À coup sûr, sorti en janvier 2014, dont elle signe le scénario avec Chris Esquerre. En 2015, elle obtient le prix Renaudot et le prix Goncourt des lycéens avec son roman D'après une histoire vraie. En 2017, Roman Polanski en tire une œuvre cinématographique. Un an auparavant sort le téléfilm français Damoclès réalisé par Manuel Schapira. Delphine de Vigan a participé à l'élaboration du scénario.
En 2018, Delphine de Vigan décrit dans Les Loyautés les liens invisibles entre les êtres. Un an plus tard, elle poursuit sur le thème des liens entre les êtres avec son roman Les Gratitudes ; elle fait partie du jury de la compétition officielle du festival international Séries Mania à Lille. La même année, son éditrice Karine Hocine est nommée secrétaire générale éditrice chez Gallimard et Delphine de Vigan la suit,.
En 2021 paraît son premier roman aux éditions Gallimard, Les enfants sont rois, qui traite du sujet des enfants surexposés aux réseaux sociaux. Elle fait partie du jury du Festival du cinéma américain de Deauville.
En 2024 Delphine de Vigan aborde le genre théâtral avec une pièce en quatre actes : Les Figurants.
Ses romans sont traduits dans un peu plus d'une vingtaine de langues.

### Vie privée
Elle est mère de deux enfants avec son premier compagnon. Dorénavant[Depuis quand ?], son compagnon est François Busnel. Le couple a un enfant[réf. nécessaire].
Delphine de Vigan est droitière .

## Œuvre littéraire

### Romans
- 2001 : Jours sans faim, éditions Grasset (sous le pseudonyme de Lou Delvig)[25].
- 2005 : Les Jolis Garçons, éditions Jean-Claude Lattès[26].
- 2005 : Un soir de décembre, éditions Jean-Claude Lattès[27].
- 2007 : No et moi, éditions Jean-Claude Lattès  — a reçu les :
  - prix des libraires 2008 ;
  - prix du Rotary International 2009.
- 2008 : Sous le manteau, éditions Flammarion (ouvrage collectif).
- 2009 : Les Heures souterraines, éditions Jean-Claude Lattès  — a reçu les :
  - prix des lecteurs de Corse 2010[28] ;
  - prix du roman d'entreprise 2009[10].
- 2011 : Rien ne s'oppose à la nuit, éditions Jean-Claude Lattès  — a reçu les :
  - prix du roman Fnac 2011[29] ;
  - prix du roman France Télévisions 2011[30] ;
  - prix Renaudot des lycéens 2011[31] ;
  - grand prix des lectrices de Elle[32].
- 2015 : D'après une histoire vraie, éditions Jean-Claude Lattès  — a reçu les :
  - prix Renaudot 2015 ;
  - prix Goncourt des lycéens 2015[33].
- 2018 : Les Loyautés, éditions Jean-Claude Lattès[34].
- 2019 : Les Gratitudes, éditions Jean-Claude Lattès[35].
- 2021 : Les enfants sont rois, éditions Gallimard[21].

### Littérature jeunesse
- 2019 : Nadine et Robert, les poissons rouges - Une histoire et... Oli, éditions Michel Lafon,  (ISBN 978-2-74994-134-9)

### Théâtre
- 2024 :  Les Figurants, éditions Gallimard,  (ISBN 2073083994)

## Filmographie
Sauf indication contraire, les informations mentionnées dans cette section peuvent être confirmées par les bases de données cinématographiques IMDb et Allociné,  présentes dans la section « Liens externes ».

### Scénariste
- 2011 : Tu seras mon fils, de Gilles Legrand - scénario co-écrit avec Gilles Legrand
- 2014 : À coup sûr, d'elle-même - scénario co-écrit avec Chris Esquerre
- 2016 : Damoclès (téléfilm), de Manuel Schapira - scénario co-écrit avec Manuel Schapira et Raphaël Chevènement[36] d'après la nouvelle d'Oscar Wilde Le Crime de Lord Arthur Savile
- 2021 : Tropique de la violence, de Manuel Schapira - scénario co-écrit avec Manuel Schapira, d'après le roman de Nathacha Appanah[37]

### Réalisatrice
- 2014 : À coup sûr[13]

### Actrice
- 1992 : Délit de fuites (court métrage) de Christophe Findji[38]

### Œuvres adaptées au cinéma
- 2010 : No et moi, film français réalisé par Zabou Breitman[4] - scénario écrit par Zabou Breitman et Agnès de Sacy
- 2015 : Les Heures souterraines (téléfilm), de Philippe Harel - scénario écrit par Philippe Harel
- 2017 : D'après une histoire vraie, film franco-belge réalisé par Roman Polanski[39] - scénario écrit par Roman Polanski et Olivier Assayas

## Distinctions

### Décorations
- Officière de l'ordre des Arts et des Lettres, le 10 février 2016[40].

### Récompenses
En 2022, l'Association des libraires de Guipuscoa (Pays basque) lui décerne le prix Zilarrezko Euskadi, pour la version espagnole de son roman Les gratitudes (traduction de Pedro Martin Sánchez).